# Viola kamtschadalorum
Viola kamtschadalorum W.Becker & Hultén – gatunek roślin z rodziny fiołkowatych (Violaceae). Występuje endemicznie na Rosyjskim Dalekim Wschodzie – w Kraju Chabarowskim, na Sachalinie, Wyspach Kurylskich i Kamczatce. 

## Morfologia
PokrójBylina dorastająca do 30–40 cm wysokości, tworzy kłącza.
LiścieBlaszka liściowa ma kształt od owalnego do owalnie trójkątnego. Mierzy 5–7 cm długości oraz 2,5–6 cm szerokości, jest karbowana na brzegu, ma sercowatą nasadę i spiczasty lub ostry wierzchołek. Ogonek liściowy jest nagi i ma 20–40 mm długości. Przylistki są owalnie lancetowate i osiągają 15–20 mm długości.
KwiatyPojedyncze, wyrastające z kątów pędów. Mają działki kielicha o lancetowatym kształcie i dorastające do 8–9 mm długości. Płatki są eliptyczne, mają purpurową barwę oraz 18–21 mm długości, dolny płatek jest odwrotnie jajowaty, posiada obłą ostrogę.
OwoceTorebki mierzące 10-13 mm długości, o jajowatym kształcie.

## Biologia i ekologia
Rośnie na łąkach i skarpach. 